# Laura Gläsner
Laura Gläsner (* 20. Januar 1996 in Braunschweig, Niedersachsen) ist eine ehemalige deutsche Leichtathletin, die sich auf den 400-Meter-Hürdenlauf spezialisiert hatte. Sie lief auch Sprints und Staffeln.

## Berufsweg
Laura Gläsner besuchte das Gymnasium am Bötschenberg in Helmstedt. Nach dem Abitur absolvierte sie ein Freiwilliges Soziales-Jahr an der Giordano-Bruno-Gesamtschule (IGS) in Helmstedt. Ihren Berufswunsch änderte sie von Bundeswehr zu Polizei ab. Als Polizeikommissar-Anwärterin ist Gläsner an der Polizeiakademie Niedersachsen in Hannover.

## Sportliche Laufbahn
Wie viele junge Leichtathleten konkurrierte Laura Gläsner zunächst in vielen Disziplinen, bis sich ihre Laufstärke heraus kristallisierte. Zum Hürdenlauf kam sie nicht zufällig, sondern auf Grund ihres hohen Koordinationsvermögens und großen Bewegungstalentes.
Als 16-Jährige siegte Gläsner bei den Deutschen Jugendmeisterschaften im B-Finale des 400-Meter-Hürdenlaufes in einer Zeit, mit der sie im A-Finale Vizemeisterin geworden wäre. 2013 holte sie dann die Deutsche U18-Vizemeisterschaft in dieser Disziplin.
2014 errang Gläsner den 4. Platz bei den Deutschen Juniorenmeisterschaften (U23) über 400 Meter Hürden.
Bei ihrem Start bei den U20-Weltmeisterschaften in Eugene kam sie über die Langhürden ins Halbfinale und belegte mit der 4-mal-400-Meter-Staffel den 3. Platz. Schließlich holte sie sich den Deutschen U20-Meistertitel über die 400 Meter Hürden.
2015 wurde Gläsner Deutsche Jugend-Hallenvizemeisterin im 400-Meter-Lauf. Über die 400 Meter Hürden holte sie den 3. Platz bei den Deutschen Juniorenmeisterschaften (U23) und bei den U20-Europameisterschaften in Eskilstuna den 5. Platz als auch den Deutschen U20-Meistertitel.
2016 erreichte Gläsner den 4. Platz jeweils bei den Deutschen Hallenmeisterschaften mit der 4-mal-200-Meter-Staffel und den Deutschen Meisterschaften 4-mal-400-Meter-Staffel. Über die Langhürdendistanz wurde sie Deutsche Juniorenvizemeisterin (U23).
2017 stellte Gläsner in der Hallensaison vier persönliche Bestleistungen auf: Im 60- und 200-Meter-Lauf bei den Landeshallenmeisterschaften in Hannover und beim Abendsportfest in Erfurt über 300 Meter. Die Deutschen Hallenmeisterschaften in Leipzig schloss sie mit persönlicher Bestleistung von 53,65 s über 400 Meter und dem 3. Platz ab. Bei den Halleneuropameisterschaften in Belgrad war Gläsner für die 4-mal-400-Meter-Staffel nominiert, die den 6. Platz erreichte. Bei den World Relays in Nassau (Bahamas) gehörte sie zur 4-mal-400-Meter-Staffel, die jedoch mit Verweis auf Regel 170.11 wegen einer zur Meldung abweichenden Startreihenfolge disqualifiziert wurde. In der U23-Klasse wurde Gläsner erneut Deutsche Juniorenvizemeisterin und erreichte bei den Deutschen Meisterschaften den 7. Platz über die Langhürden sowie mit der 4-mal-400-Meter-Staffel Platz vier. Mit der 4-mal-100-Meter-Staffel wurde sie Vizemeisterin bei den Deutschen Polizeimeisterschaften (DPM Leichtathletik). In der Folge kam es zu einer zweijährigen Verletzungspause, samt zweier Fußoperationen.
2020 ging sie während der COVID-19-Pandemie wieder an den Start und belegte bei den Deutschen Hallenmeisterschaften über 400 Meter den neunten Platz und bei den Deutschen Meisterschaften auf der Stadionrunde über die Hürden den 4. Platz.
Laura Gläsner kam 2012 in den C-Kader und gehörte bis 2017 zum B-Kader des Deutschen Leichtathletik-Verbandes (DLV).
Im Oktober 2022 beendete Laura Gläsner ihre Leistungssportkarriere.

## Vereinszugehörigkeit
Ab 2016 war Laura Gläsner beim VfL Eintracht Hannover und zuvor viele Jahre beim SV Germania Helmstedt der 2014 zum TSV Germania Helmstedt fusionierte. Seit 1. Januar 2020 startet sie erneut für den TSV Germania Helmstedt und trainiert wieder bei Cornelia Ulrich.

## Auszeichnungen
- 2010 wurde Gläsner vom KreisSportBund Helmstedt als Jugendsportlerin des Jahres geehrt.[12]
- 2015 vom Verein zur Sportlerin des Jahres im Erwachsenenbereich gewählt, nach 2010, 2011 und 2012 im Jugendbereich und 2014 als Jugendsportlerin des Jahrzehnts.[13]
- 2015 durfte sich Gläsner für ihre sportlichen Leistungen in das goldene Buch der Stadt Helmstedt eintragen.[14]
- 2017 gehörte Gläsner als Deutsche Juniorenvizemeisterin (U23) im 400-Meter-Hürdenlauf zu den Geehrten Spitzen- und Breitensportlerinnen und -sportlern der Polizei des Landes Niedersachsen.[4]

## Bestleistungen
(Stand: 4. Mai 2021)

Halle
- 060 m: 7,57 s (Hannover, 20. Januar 2017)
- 200 m: 24,11 s (Hannover, 21. Januar 2017)
- 300 m: 38,14 s (Erfurt, 27. Januar 2017)
- 400 m: 53,65 s (Leipzig, 19. Februar 2017)
- 4 × 200 m: 1:37,59 min (Leipzig 28. Februar 2016)

Freiluft
- 060 m: 7,68 s (+0,0 m/s) (Bremen, 21. Mai 2016)
- 100 m: 12,07 s (+2,0 m/s) (Bremen, 21. Mai 2016)
- 200 m: 24,48 s (+0,5 m/s) (Berlin, 10. Juli 2016)
- 400 m Hürden: 57,86 s (Hannover, 28. Mai 2016)

## Erfolge
national
- 2013: Deutsche U18-Vizemeisterin (400 m Hürden)
- 2014: 4. Platz Deutsche Juniorenmeisterschaften (U23) (400 m Hürden)
- 2014: Deutsche U20-Meisterin (400 m Hürden)
- 2015: Deutsche Jugendhallenvizemeisterin (400 m)
- 2015: 3. Platz Deutsche Juniorenmeisterschaften (U23) (400 m Hürden)
- 2015: Deutsche U20-Meisterin (400 m Hürden)
- 2016: 4. Platz Deutsche Hallenmeisterschaften (4 × 200 m)
- 2016: 4. Platz Deutsche Meisterschaften (4 × 400 m)
- 2016: Deutsche Juniorenvizemeisterin (U23) (400 m Hürden)
- 2017: 3. Platz Deutsche Hallenmeisterschaften (400 m)
- 2017: Deutsche Juniorenvizemeisterin (U23) (400 m Hürden)
- 2017: 4. Platz Deutsche Meisterschaften (4 × 400 m)
- 2017: 7. Platz Deutsche Meisterschaften (400 m Hürden)
- 2017: Deutsche Polizeivizemeisterin (4 × 100 m)
- 2020: 9. Platz Deutsche Hallenmeisterschaften (400 m)
- 2020: 4. Platz Deutsche Meisterschaften (400 m Hürden)

international
- 2014: 3. Platz U20-Weltmeisterschaften (4 × 400 m Staffel)
- 2014: Halbfinale U20-Weltmeisterschaften (400 m Hürden)
- 2015: 5. Platz U20-Europameisterschaften (400 m Hürden)
- 2017: 6. Platz Halleneuropameisterschaften (4 × 400 m Staffel)